# AVN Award for Best Supporting Actress
L'AVN Award for Best Supporting Actress è un premio pornografico assegnato all'attrice non protagonista votata come migliore dalla AVN, l'ente che assegna gli AVN Awards, riconosciuti come i migliori premi del settore (paragonabile al Premio Oscar).
Come per gli altri premi, viene assegnato nel corso di una cerimonia che si svolge a Las Vegas, solitamente nel mese di gennaio, dal 1984. Dal 1989 al 2008 è stato diviso in due sottocategorie: film e video.

## Vincitrici

### Anni 1980
| Anno | Vincitrice      | Vincitrice            | Titolo                    | Titolo                    |
| ---- | --------------- | --------------------- | ------------------------- | ------------------------- |
| 1984 | Tiffany Clark   | Tiffany Clark         | Hot Dreams                | Hot Dreams                |
| 1985 | Lisa De Leeuw   | Lisa De Leeuw         | Dixie Ray, Hollywood Star | Dixie Ray, Hollywood Star |
| 1986 | Lisa De Leeuw   | Lisa De Leeuw         | Raw Talent                | Raw Talent                |
| 1987 | Colleen Brennan | Colleen Brennan       | Star Angel                | Star Angel                |
| 1988 | Tish Ambrose    | Tish Ambrose          | Firestorm II              | Firestorm II              |
| Anno | Vincitrice      | Vincitrice            | Vincitrice                | Vincitrice                |
| Anno | Film            | Titolo                | Video                     | Titolo                    |
| 1989 | Nina Hartley    | Portrait of an Affair | Jacqueline Lorains        | Beauty & the Beast        |

### Anni 1990
| Anno | Vincitrice        | Vincitrice                  | Vincitrice     | Vincitrice                  |
| Anno | Film              | Titolo                      | Video          | Titolo                      |
| ---- | ----------------- | --------------------------- | -------------- | --------------------------- |
| 1990 | Viper             | Mystery of the Golden Lotus | Viper          | Mystery of the Golden Lotus |
| 1991 | Deidre Holland    | Veil                        | Nina Hartley   | The Last X-Rated Movie      |
| 1992 | Britt Morgan      | On Trial                    | Selena Steele  | Sirens                      |
| 1993 | Ona Zee           | The Secret Garden           | Melanie Moore  | The Party                   |
| 1994 | Tianna            | Justine                     | Porsche Lynn   | Servin' It Up               |
| 1995 | Tyffany Million   | Sex                         | Kaitlyn Ashley | Shame                       |
| 1996 | Ariana            | Desert Moon                 | Jeanna Fine    | Dear Diary                  |
| 1997 | Shanna McCullough | Bobby Sox                   | Juli Ashton    | Head Trip                   |
| 1998 | Melissa Hill      | Bad Wives                   | Jeanna Fine    | Miscreants                  |
| 1999 | Chloe             | The Masseuse 3              | Katie Gold     | Pornogothic                 |

### Anni 2000
| Anno | Vincitrice         | Vincitrice                  | Vincitrice                      | Vincitrice                           |
| Anno | Film               | Titolo                      | Video                           | Titolo                               |
| ---- | ------------------ | --------------------------- | ------------------------------- | ------------------------------------ |
| 2000 | Janine Lindemulder | Seven Deadly Sins           | Shanna McCullough               | Double Feature!                      |
| 2001 | Chloe              | True Blue                   | Midori                          | American Booty                       |
| 2002 | Julie Meadows      | Fade to Black               | Ava Vincent                     | Succubus                             |
| 2003 | Belladonna         | Fashionistas                | Sydnee Steele                   | Breathless                           |
| 2004 | Dru Berrymore      | Heart of Darkness           | Brooke Ballentyne               | Rawhide                              |
| 2005 | Lezley Zen         | Bare Stage                  | Ashley Blue                     | Adore                                |
| 2006 | Jenna Jameson      | The New Devil in Miss Jones | Stormy Daniels                  | Camp Cuddly Pines Powertool Massacre |
| 2007 | Kirsten Price      | Manhunters                  | Katsumi                         | Fashionistas Safado: The Challenge   |
| 2008 | Kylie Ireland      | Layout                      | Hillary Scott                   | Upload                               |
| Anno | Vincitrice         | Vincitrice                  | Titolo                          | Titolo                               |
| 2009 | Belladonna         | Belladonna                  | Pirates II: Stagnetti's Revenge | Pirates II: Stagnetti's Revenge      |

### Anni 2010
| Anno | Vincitrice      | Titolo                                      |
| ---- | --------------- | ------------------------------------------- |
| 2010 | Penny Flame     | Throat: A Cautionary Tale                   |
| 2011 | Lexi Belle      | Batman XXX: A Porn Parody                   |
| 2012 | Jesse Jane      | Fighters                                    |
| 2013 | Capri Anderson  | Pee-Wee’s XXX Adventure: A Porn Parody      |
| 2014 | Brandy Aniston  | Not The Wizard of Oz XXX                    |
| 2015 | Veronica Avluv  | Cinderella XXX: An Axel Braun Parody        |
| 2016 | Kleio Valentien | Batman v Superman XXX: An Axel Braun Parody |
| 2017 | Joanna Angel    | Cindy Queen of Hell                         |
| 2018 | Kristen Scott   | Half His Age: A Teenage Tragedy             |
| 2019 | Joanna Angel    | A Trailer Park Taboo                        |

### Anni 2020
| Anno | Vincitrice     | Titolo              |
| ---- | -------------- | ------------------- |
| 2020 | Maitland Ward  | Drive               |
| 2021 | Kira Noir      | Primary             |
| 2022 | Kira Noir      | Casey: A True Story |
| 2023 | Kira Noir      | Sorrow Bay          |
| 2024 | Victoria Voxxx | Primary 3           |
| 2025 | Chanel Camryn  | Sunny Goldmelons    |